# Mecanismo de transferencia

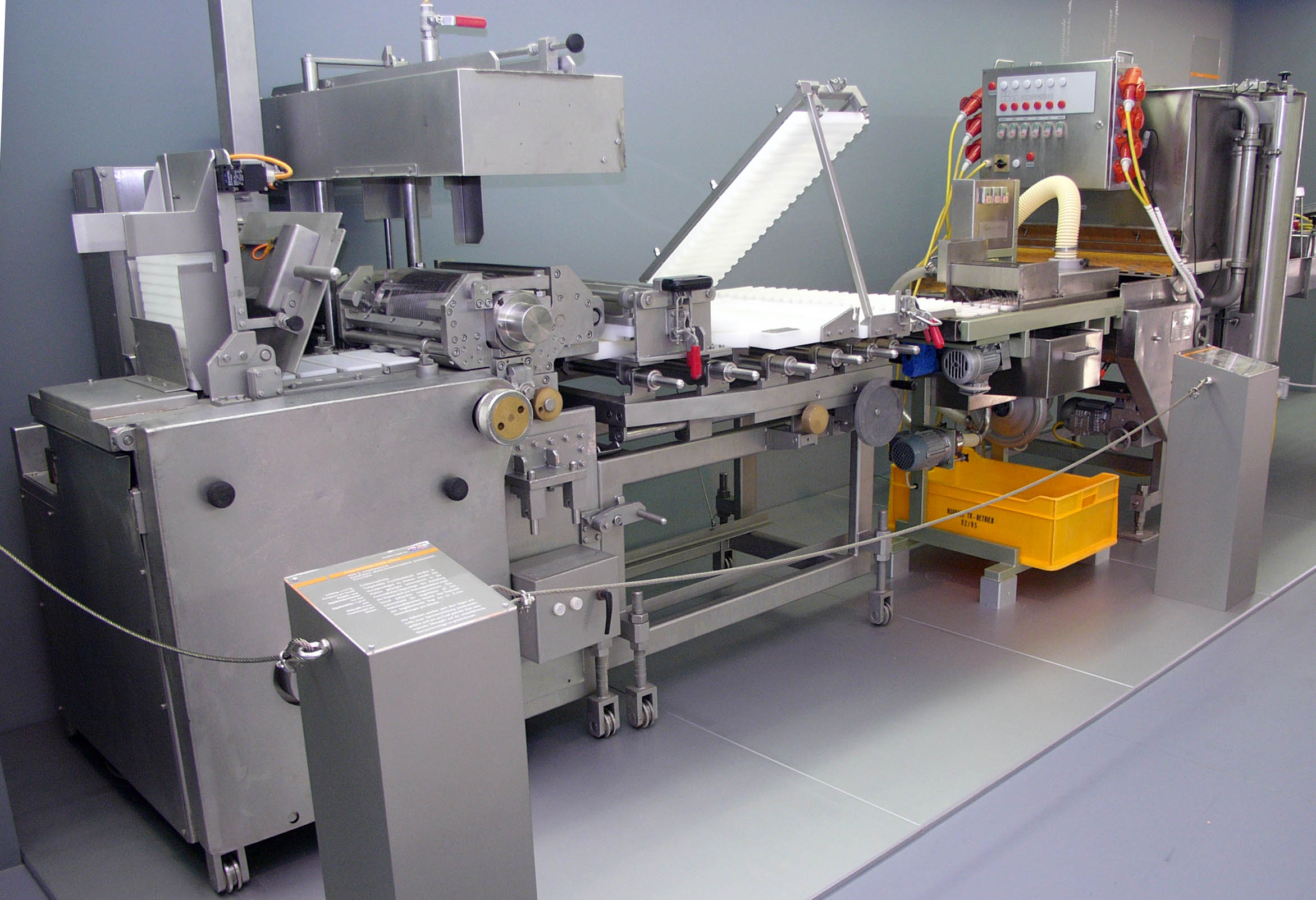
Línea de transferencia para la elaboración de palitos de pescado.

Un mecanismo de transferencia o sistema de transferencia es un sistema de alimentación y retirada de automatizadas. Son ampliamente utilizadas en sistemas de producción en cadena altamente automatizados con flexibilidad limitada. 
Una máquina que está adaptada para utilizar este tipo de mecanismos se denomina máquina de transferencia, aunque también es conocida como máquina transfer o máquina transfert.

## Tipos de transferencia
Existen varios tipos de mecanismos de transferencia:
- Transferencia lineal. En estos sistemas, se utilizan cintas transportadoras o rieles con rodillos. Habitualmente, cuando se utilizan rieles con rodillos, las piezas se montan sobre palés o jaulas interconectadas mediante los cuales se empujan unas piezas a otras para avanzar.
- Por mesas giratorias. Estos sistemas son utilizados cuando la cantidad de máquinas a alimentar es limitada, disponiéndose cada una para trabajar sobre un sector circular determinado de una mesa giratoria. Al girar la mesa las piezas avanzan de una máquina a la siguiente. La alimentación y retirada de piezas se realiza en el mismo sector circular o en sectores diferentes.
- Por carriles de suspensión. Las piezas van colgadas de un transportador que se desplaza por unos rieles.

## Control de movimiento y de calidad
El avance de las piezas habitualmente tiene un movimiento discontinuo, alternando entre periodos en movimiento y periodos en reposo.
Existen diversos sistemas para controlar el avance de las piezas, utilizando sensores u otros mecanismos y mediante comunicaciones máquina a máquina (M2M, abreviatura del inglés machine to machine).
Entre las operaciones de elaboración realizadas se intercalan operaciones de inspección para controlar la calidad de fabricación.

## Aplicaciones
Los mecanismos de transferencia se utilizan cuando es técnica y económicamente viable. Un sistema de transferencia tiene un alto coste de adquisición y de mantenimiento, pero requieren menos mano de obra durante en las operaciones de carga y descarga de las máquinas una a una y de transporte. Sólo son utilizadas cuando se fabrican lotes numerosos de productos similares con volúmenes altos de producción.
La aplicación de mecanismos de transferencia abarca diversos sectores industriales. Algunos ejemplos son:
- Industria del automóvil: tanto en la fabricación de componentes, como bloques de motor, válvulas, etc., como en el montaje de piezas.
- Industria de la alimentación: envasado de productos líquidos, fabricación de alimentos precocinados, bollería industrial, etc.
- Otros: industrias tabacaleras,...